# Червін
Червін (пол. Czerwin) — село в Польщі, у гміні Червін Остроленцького повіту Мазовецького воєводства.
Населення — 800 осіб (2011).
У 1975-1998 роках село належало до Остроленцького воєводства.

## Демографія
Демографічна структура станом на 31 березня 2011 року:
|          | Загалом | Допрацездатний вік | Працездатний вік | Постпрацездатний вік |
| -------- | ------- | ------------------ | ---------------- | -------------------- |
| Чоловіки | 401     | 74                 | 289              | 38                   |
| Жінки    | 399     | 84                 | 253              | 62                   |
| Разом    | 800     | 158                | 542              | 100                  |